# ウィキベース
ウィキベース（wikibase）はメディアウィキの機能を拡張し、構造化されたデータの保存と読み込み、そしてウィキへのデータを埋め込みをサポートするオープンソースのソフトウェアである。

## 概要
ウィキベースはウィキメディア・プロジェクトの一つのウィキデータで使用するために開発され、ウィキデータを構成する主幹機能として利用されている。2018年01月年現在はEuropeanaとDroidWikiでも利用されている。ウィキベースはウィキベースレポジトリとウィキベースクライアントの２つの大きなコンポーネントからなる。ウィキベースレポジトリはメディアウィキの拡張機能で、構造化されたデータを中央管理レポジトリに保存、管理する機能を提供する。ウィキベースクライアントもメディアウィキの拡張機能で、中央管理レポジトリからデータを取得しウィキ上に埋め込む機能を提供する。
ウィキベースクライアントはjQuery APIを含む幾つかのJavaScriptベースのユーザーインターフェースを提供しており、ウィキベースレポジトリに保存された全てもしくは部分的なデータをウィキ上のテキストとして出力する。